# 默伊萨伦国家公园
默伊萨伦国家公园（挪威語：Møysalen nasjonalpark）是挪威的一個國家公園，位於北部的欣島。默伊萨伦国家公园成立於2003年，公園內最高點是1,262-（4,140-英尺）高的默伊萨伦山。